# Lure (Haute-Saône)
Lure é uma comuna francesa na região administrativa da Borgonha-Franco-Condado, no departamento do Alto Sona. Estende-se por uma área de 24.31 km². Em 2010 a comuna tinha 8 318 habitantes (densidade: 342,2 hab./km²).